# Lijst van voetbalinterlands Algerije - Congo-Kinshasa (vrouwen)
Deze lijst van vrouwenvoetbalinterlands is een overzicht van alle officiële voetbalinterlands tussen de nationale vrouwenteams van Algerije en Congo-Kinshasa. De landen hebben tot nu toe twee keer tegen elkaar gespeeld.

## Wedstrijden
| № | Plaats | Datum          | Competitie        | Wedstrijd                 | Uitslag |
| - | ------ | -------------- | ----------------- | ------------------------- | ------- |
| 1 | Kaduna | 4 oktober 2003 | Vriendschappelijk | Congo-Kinshasa − Algerije | 5 − 2   |
| 2 | Blida  | 29 juni 2025   | Vriendschappelijk | Algerije − Congo-Kinshasa | 1 − 0   |

## Samenvatting
| Competitie        | Totaal gespeeld | Winst Algerije | Gelijk | Winst Congo-Kinshasa | Doelsaldo Algerije – Congo-Kinshasa |
| ----------------- | --------------- | -------------- | ------ | -------------------- | ----------------------------------- |
| Vriendschappelijk | 2               | 1              | 0      | 1                    | 3 − 5                               |
| Totaal            | 2               | 1              | 0      | 1                    | 3 − 5                               |